# Anna Accensi
Anna Accensi Abella, (Amposta, Tarragona, 1 de enero de 1970) es una remera española. Participó en los Juegos Olímpicos de Atlanta 1996.

## Trayectoria
Comenzó a competir en 1981 en el Club Náutico Amposta, donde permaneció hasta 1996, año en que se retiró.
En categoría senior individual, logró siete Campeonatos de Cataluña (1989-95) y cuatro de España (1990-93). Por parejas fue subcampeona de España en 1994 junto a con Belinda Carpintero (RCM Barcelona), subcampeona del Match diciembre Seniors de Glasgow (1992) con Eva Donés (RCM Barcelona), y subcampeona de la Regata Internacional de Lucerna en 2 × PLL (peso ligero).
En 1996 participó en los Juegos Olímpicos de Atlanta en remo con Esperanza Márquez.

## Reconocimientos
Fue reconocida en 1988 como mejor deportista local por el Ayuntamiento de Amposta.